# Alfred Bryan
Alfred Bryan (Brantford, 15 settembre 1871 – Gladstone, 1º aprile 1958) è stato un cantautore e pacifista statunitense.

## Biografia
Alfred Bryan nacque a Brantford, in Canada, il 15 settembre del 1871. Fu educato in una scuola parrocchiale e, verso la fine degli anni 1880, si trasferì a New York dove si impegnò nell'attività di cantautore.
Bryan lavorò come arrangiatore per diverse case editrici di New York e, nel 1914 divenne socio fondatore dell'ASCAP. 
Negli anni 1920, Bryan si trasferì ad Hollywood e scrisse canzoni per diversi film. La canzone Peg O' My Heart, scritta in collaborazione con Fred Fisher, fu spunto per una famosa commedia teatrale da cui furono tratte tre diverse versioni cinematografiche.
Ancora nel 1997, la sua Come, Josephine, In My Flying Machine è stata inserita tra i brani musicali del film  Titanic di James Cameron.
Morì il 1º aprile del 1958 a Gladstone, negli Stati Uniti.

## Canzoni
Sovente collaborando con diversi artisti, quali Fred Fisher, Al Piantadosi, George Meyer, Larry Stock, Alfred Gumble, Joe McCarthy e John Klenner, il catalogo di Bryan include le seguenti canzoni:
- I Want to be Good but My Eyes Won't Let Me
- Peg O' My Heart
- We'll Be Together When the Clouds Roll By (musica di Kerry Mills)
- I Didn't Raise My Boy to Be a Soldier
- I'm On My Way to Mandalay
- Who Paid the Rent for Mrs. Rip Van Winkle?
- The High Cost of Loving
- Joan Of Arc
- Lorraine
- Oui, Oui, Marie
- Come Josephine In My Flying Machine
- Puddin' Head Jones
- Down in the Old Cherry Orchard
- Brown Eyes, Why Are You Blue?
- The Irish Were Egyptians Long Ago
- Hooray for Baffins Bay
- Daddy, You've Been A Mother To Me
- Madelon
- Blue River
- My Mother's Eyes
- Red Lips, Kiss My Blues Away
- Winter
- I Want you to Want Me to Want You
- Dream Serenade
- Rainbow
- Beautiful Annabelle Lee
- Wear a Hat with a Silver Lining
- Cleopatra
- When the Bees are in the Hive
- Are You Sincere?
- When the Harbor Lights are Burning
- Green Fields and Bluebirds
- Japansy
- I Was So Young
- Be Sweet to Me, Cherie
- In a Little Dutch Kindergarten
- Down the Colorado Trail
- A Cradle in Bethlehem
- When You Add Religion to Love[1]

## Filmografia (parziale)
- Dolly Connolly & Percy Wenrich - parole di Rainbow, non accreditato (1928)
- Varsity, regia di Frank Tuttle - parole di My Varsity Girl I'll Cling To You (1928)
- La canzone dei lupi (The Wolf Song), regia di Victor Fleming - parole di Yo Te Amo Means I Love You (1929)
- My Lady's Past, regia di Albert Ray - A Kiss To Remember (1929)
- Two Weeks Off, regia di William Beaudine - parole e musica Love Thrills (1929)
- A Man's Man, regia di James Cruze - My Heart Is Bluer Than Your Eyes, Cherie (1929)
- Il principe amante (Drag), regia di Frank Lloyd - My Song of the Nile (non accreditato) , I'm Too Young to Be Careful (non accreditato)  (1929)
- Rivista delle nazioni (The Show of Shows), regia di John G. Adolfi - Just an Hour of Love, Li-Po-Li, Military March (1929)
- Titanic, regia di James Cameron - Come, Josephine, In My Flying Machine (1997)

### Peg o' My Heart
La canzone Peg o' My Heart, scritta in collaborazione con Fred Fisher, fu un grande successo e diede spunto a un lavoro teatrale del commediografo J. Hartley Manners. Interpretata a Broadway da Laurette Taylor, la commedia Peg o' My Heart restò in scena per oltre seicento rappresentazioni e venne poi adattata per lo schermo in tre diverse versioni cinematografiche:
- Peg o' My Heart, regia di William C. de Mille con Wanda Hawley (1919)
- Peg del mio cuore (Peg o' My Heart), regia di King Vidor, con Laurette Taylor (1922)
- Peg del mio cuore (Peg o' My Heart), regia di Robert Z. Leonard, con Marion Davies (1933)